# 短七度

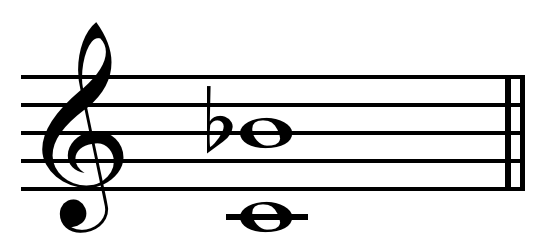
短七度平均律または。

短七度は、西洋の音楽理論では、全音階における七度音程のうちの小さい方である。短七度は10半音であり、もう一方の七度である長七度は11半音。たとえば、GはAの10半音上にあり、その間隔が短七度である。
短七度は、根音に対する属音の三和音や属七の和音に構成音として出現する。
また協和音と不協和音という観点において、短七度は協和音への解決を必要とする不協和音とされる。

## 周波数比
純正律には2種の短七度がある。
1. 「純正小短七度」「ピタゴラス短七度」（  Play[ヘルプ/ファイル]）とは約996セント、16:9=(4:3)2即ち2つの完全四度を積み重ねたもの[4] 。
2. 「純正大短七度」（  Play[ヘルプ/ファイル]）とは約1018セント、9:5即ち完全五度と短三度を重ね合わせたもの[5][6]。

自然七度（ Play）は約969セント、7:4でありこれも近い。

## 関連記事
- マイナー7thコード
- 調律
- 中全音律の一覧
- 自然七度